# 7 Pułk Lotnictwa Szturmowego
7 Pułk Lotnictwa Szturmowego (7 plsz) – oddział lotnictwa szturmowego ludowego Wojska Polskiego.

## Formowanie i działania pułku
W październiku 1944 roku w skład Lotnictwa Frontu Wojska Polskiego został włączony radziecki 382 Szturmowy Pułk Lotniczy (ros. 382-й штурмовой авиационный полк). Jednostka została przemianowana na 7 Pułk Lotnictwa Szturmowego i podporządkowana dowódcy 2 Dywizji Lotnictwa Szturmowego. Pułk stacjonował na lotnisku Szypowatoje koło Wołczańska na Ukrainie. Jednostka funkcjonowała według radzieckiego, wojennego etatu Nr 015/282 o stanie 228 żołnierzy, w tym 64 pilotów i strzelców pokładowych.
W marcu 1945 roku część pułku została przebazowana na lotnisko Ujazd koło Tomaszowa Mazowieckiego (grupa dowodzona przez dowódcę pułku, mjr Postojowa w czasie przebazowania w trudnych warunkach atmosferycznych zboczyła z kursu i wylądowała na lotnisku w Bachmaczu, do pozostałej części pułku dołączyła dopiero po zakończeniu działań wojennych).
W dniu 20 kwietnia 1945 pułk przenosi się na lotnisko Lublinek w Łodzi, a w dniu 24 kwietnia na lotnisko przyfrontowe w pobliżu miejscowości Białęgi.
W dniach 25, 26 i 29 kwietnia oraz 1 maja 1945 pułk pod dowództwem kpt. Petriszczewa uczestniczył w działaniach wojennych wykonując 90 lotów bojowych.
W dniu 30 kwietnia 1945 roku pułk przeniósł się w pobliże frontu, na lotnisko Steinbeck, dzień później na lotnisko Schwante. Po zakończeniu wojny powrócił na lotnisko w Ujazd koło Tomaszowa Mazowieckiego.
W na początku 1946 roku 7 Pułk Lotnictwa Szturmowego został rozformowany. Podstawą likwidacji jednostki był rozkaz Nr 019/Org. dowódcy Lotnictwa WP z dnia 22 stycznia 1946 roku o reorganizacji i przejściu na etaty czasu pokojowego jednostek Lotnictwa WP.

## Obsada personalna pułku
- dowódcy pułku:

mjr Postój
mjr Petriszczew
- zastępca do spraw polityczno-wychowawczych - ppłk K. Wasiljew
- szef sztabu — mjr Konstantinow
- pomocnik dowódcy do spraw strzelania powietrznego - kpt. Borys Romaniec